# Marian Tałaj
Marian Tałaj (Koszalin, 22 de diciembre de 1950) es un deportista polaco que compitió en judo.
Participó en dos Juegos Olímpicos de Verano en los años 1972 y 1976, obteniendo una medalla de bronce en la edición de Montreal 1976 en la categoría de –70 kg. Ganó tres medallas en el Campeonato Europeo de Judo entre los años 1972 y 1977.

## Palmarés internacional
| Juegos Olímpicos   | Juegos Olímpicos        | Juegos Olímpicos  | Juegos Olímpicos |
| Año                | Lugar                   | Medalla           | Categoría        |
| ------------------ | ----------------------- | ----------------- | ---------------- |
| 1976               | Montreal (Canadá)       | Medalla de bronce | –70 kg           |
| Campeonato Europeo |                         |                   |                  |
| Año                | Lugar                   | Medalla           | Categoría        |
| 1972               | Voorburg (Países Bajos) | Medalla de bronce | –70 kg           |
| 1976               | Kiev (URSS)             | Medalla de bronce | –70 kg           |
| 1977               | Ludwigshafen (RFA)      | Medalla de plata  | –71 kg           |